# 青木一矩
青木 一矩（あおき かずのり）は、安土桃山時代の武将、大名。豊臣秀吉の従兄弟。豊臣家の一門衆。越前国の大野城および府中城、次いで北ノ庄城の城主。千利休に師事した茶人としても知られ、名物の所持者でもあった。

## 生涯

### 名前
通称の青木紀伊守（あおき きいのかみ）がよく用いられるが、諱は複数伝わっており、青木 秀以（あおき ひでもち）の名でも知られる。
黒田基樹によると、本人の発給文書をはじめとする一次史料で確認できる実名は「重吉」のみであるとして、青木 重吉（あおき しげよし）にすべきであるという。ただし高柳光寿は、一次史料にある「自署の名は読めない」と書いており、悪筆により諱は判読不明であるとして青木紀伊守を用いている。こうした主張に対して、黒田は慶長2年（1597年）7月21日付の任侍従の口宣案、すなわち朝廷の公文書にも「重吉」と書かれていることを指摘している。通説では、初め勘兵衛一矩を名乗り、次いで重治、偏諱を受けて秀以と改めたか、または一矩、秀以、重吉、秀政（ひでまさ）の順とする。
このように人物比定が不確かであるため、経歴をしばしば青木一重とも混同されるが、これは別人である。

### 出自
通説によれば、美濃国大野郡揖斐庄の住人青木重矩（勘兵衛、一董）の子として生まれた。『青木系図』では、藤原氏魚名流の青木氏として作られており、一矩は元弘3年（1333年）に恒良親王を奉じて千種忠顕らと共に挙兵した青木以季・義季親子の8代孫にされている。
通説によれば、一矩の母・大恩院は、秀吉の生母である大政所（天瑞院）の妹（一説には姉）で、秀吉の叔母（または伯母）にあたる。秀吉が大政所の侍女に宛てた下記の書簡が根拠となる。
桑田忠親はこれを以て、青木紀伊守秀以（一矩）と秀吉とは従兄弟の関係に当たるとしている。母は後年は大政所の侍女を務めた。
黒田も、同じ書簡から重吉（一矩）の母が秀吉の「おば」であり、重吉が秀吉の従兄弟であるのは間違いないとするが、それ以外の素性は一次史料では不明として、豊臣政権の譜代大名で「公家成・羽柴名字」という厚遇を受けたのが福島正則・青木重吉の二人のみであることに着目し、「二人は秀吉の父方の従兄弟であったと考えるべき」との別の主張をしている。
なお、一矩の高祖父は青木以通で、その以通の子に通久、以重、重頼がいる。次子の以重から一矩へは、以重-重貞-勘七郎重任-勘兵衛重矩-一矩となる。一方、長子の通久の家系は、通久-教方-青木加賀守弌宗となる。諸説はあるものの、一説に加賀守弌宗は華陽院の父であるというものがある。華陽院は、水野忠政・松平清康の妻であり、徳川家康の祖母で、源応尼と名乗って駿府で松平竹千代（家康）の養育にあたった。この説が正しければ、秀吉と家康は青木氏を経由してつながっていることになるが、裏付ける根拠はない。

### 略歴
最初、羽柴秀長に仕え、天正11年（1583年）の賤ヶ岳の戦いに従軍。
天正13年（1585年）4月の紀州征伐で秀長に従って湯川直春を破った。同年5月の四国遠征に従軍した功で、知行1千石から一気に1万石に加増され、紀伊国入山城（にゅうやまじょう）主となる。『武家事紀』では秀長家臣の筆頭に列せられ「秀長ノ輔佐タリ」とある。
富山の役の後、天正14年（1586年）に金森長近が飛騨国へ移封されることになり、旧領である越前国大野郡に転封が命じられた。実際に越前に移ったのは天正15年（1587年）頃と推測され、この頃から豊臣秀吉に直仕した。同年、播磨国立石城に転封になるが、再び越前国に戻され、大野城8万石の加増となった。
天正18年（1590年）、小田原征伐に従軍し、『小田原陣陣立』によると1,000名を率いた。
文禄元年（1592年）の文禄の役に従軍。1,000人（1,400人）を率いて肥前名護屋城に在陣している。同年、山城国淀に転封となった木村重茲の旧領である越前府中城（10万石）に移封となった。
文禄2年（1593年）閏9月10日、名護屋城在陣中に、家臣の八木村与四郎が無断で国に帰ったかどで処罰して、放逐した。文禄3年（1594年）1月25日、秀吉が島津義久に建造を命じていた船舶10隻の受け取りを寺沢正成（広高）と共に命じられた。同年春に伏見城の普請分担に参加。
慶長2年（1597年）7月21日に従五位下侍従に叙任されて豊臣姓を賜った。これにより、羽柴越府侍従や羽柴府中侍従を称し、以後、通称としては羽柴紀伊守を用いた。
慶長3年（1598年）8月、秀吉が死去すると、遺物として太郎坊兼光の刀を賜る。葬儀では従兄弟である福島正則と共に秀頼の名代を務めた。
豊臣政権が五大老による合議で運営されはじめると、慶長4年（1599年）、秀吉遺命として、2月5日付けで徳川家康ら五大老連署の知行宛行状が発行されて、すでに命じられていた小早川秀秋の越前北ノ庄への転封が取り消されて、その旧領の筑前名島城へ復帰したので、代わって、府中の一矩が北ノ庄21万石（20万石ともする）への加増・転封が命じられ、越前北ノ庄城主となった。以後、羽柴北庄侍従を称する。ただし、同年1月14日に石田三成と上杉景勝を奉行として府中分の知行は蔵入地に編入されたということで、北ノ庄の石高を8万石とする史料も少なくない。府中は隠居領として堀尾吉晴に与えられた。

#### 関ヶ原の役における動向
慶長5年（1600年）に関ヶ原役が起こった際の一矩の動向については諸説あるが、何れにしても、戦役が始まった時に一矩は病床にあって出陣は叶わなかった。
大谷吉継ら北陸の諸将と共に西軍に味方したとするものが多く、越前国で東軍に与したのは堀尾吉晴のみとするのがほとんどだが、北陸戦線では豊臣恩顧の諸大名が入り乱れて戦い、越前衆は本戦で寝返っているので情勢は複雑であった。『野史』では、初めは徳川家康の東軍に属して、次に右衛門佐（俊矩）と共に石田三成の側の西軍に付いたと書かれている。『福井県史』ではその逆に、北ノ庄の「青木一矩」は「去就は微妙な点もあったが、最終的には東軍に付き……」と書いて、府中の堀尾可晴（吉晴）と同じく最終的には東軍に与したとしている。
北陸線戦の東軍の中でいち早く軍事行動を起こした前田利長は、7月26日に2万5千の大軍を率いて金沢城を発して南下し、丹羽長重の籠もる小松城を迂回して山口宗永親子の大聖寺城に向かい、前田家の武将山崎長徳の活躍で山口勢の伏兵を撃破すると、余勢を駆って8月3日に一気に城を落とした。この段階で前田勢の大軍に恐れを成した北ノ庄の一矩や丸岡城の青山宗勝は恭順の意を示していたが、8月5日に利長は突如、北ノ庄の包囲を解いて、踵を返して北への撤退を始めた。そして帰途に於いて、前田勢は浅井畷の戦いで丹羽長重に大敗を喫してしまい、金沢に退却。北陸戦線は膠着状態に陥った。吉継らの北陸勢は三成の指示で関ヶ原本戦に召集されるが、一矩は北国口に留まった。9月13
日、決戦を前にして、家康は加賀にいた土方雄久に命じ、前田利長に丹羽長重と青木一矩とは講和するように伝えさせていた。
関ヶ原本戦で西軍が敗戦した後、前田利長の軍勢が再び越前に侵攻して鳴鹿川（竹田川）を渡って北ノ庄に迫ったが、すでにこの時には一矩は死の淵にあり、10月10日（6日とも）に病死した。法名は西江院傑山長英居士。
利長の嘆願があったが、一矩の罪は許されずに、除封となったともいうが、『福井県史』では「関ケ原後も所領に変化はなかった。しかし慶長五年十月十日、一矩が病死したことで除封となり、その跡に保科正光が在番として入った」とある。『廃絶録』には青木紀伊守一矩の名前があり、「関原役畢（おわり）てのち前田利長によりて降参す」と書かれていて、『福井県史』表5の内容と異なる。『福井県史』は領地を安堵されたというが、処分未定のまま病死して、結果的に没領となったようである。『武家事紀』では、東軍に内応していたものの、「紀伊守初ヨリ不義ノ企ニクミセシ罪」によりて領地没収とある。

## 子孫
一矩の病死によって、北ノ庄の所領は除封された。前田利長は、隣国のよしみからこれを哀れみ、土方雄久を仲介として嫡男俊矩（越前金剛院城主2万石）に降伏するように説得し、利長は俊矩を連れて大津の徳川家康の本陣に赴いて、拝謁を取り計らったが、許されず、青木家は全て改易となった。
また、娘の蓮華院（お梅の方/於梅）は、『幕府祚胤伝』では、六角家臣の青木紀伊守丹治一矩の娘として、丹治青木氏で六角家臣の青木氏の娘という華陽院の姪であるという理由で、慶長年中に召出されて奥勤（おくづとめ）となって、徳川家康の「寵を賜り」お手付きとなったと書かれているが、前述のように一矩は丹治青木氏ではないし、華陽院と親戚であるというのも考え難い。豊臣家との繋がりを憚って仮冒したものと思われる。ともかく、お梅の方は、家康の側室となり、その「二妻十五妾」の一人に数えられている。しばらく後、（妻を亡くした）本多正純に下賜され、その継室となったが、正純の失脚後には尼となり、駿府で退居して、後に京に移り、さらに伊勢山田に居を構えて、同地で亡くなった。

## 系譜
※黒田説では父母は不詳
- 父（通説）：青木重矩
- 母（通説）：大恩院[注釈 1]（関兼貞[注釈 2]の三女）、大政所の妹
- 室：高樹院殿榮岳松縏大禅尼[1]
- 室：西陽院殿榮誉安長大禅尼[1]
- 生母不明
  - 男子：青木俊矩（?-1608） - 『青木系図』によれば弟の矩貞の子で[1]、猶子とも
  - 女子：蓮華院（1586-1647） - 徳川家康側室、のち本多正純継室
  - 女子：光岩院[1]